# Хороату-Красней (комуна)
Хороату-Красней (рум. Horoatu Crasnei) — комуна у повіті Селаж в Румунії. До складу комуни входять такі села (дані про населення за 2002 рік):
- Стирчу (1023 особи)
- Хороату-Красней (1016 осіб) — адміністративний центр комуни
- Хурез (473 особи)
- Шередею (326 осіб)

Комуна розташована на відстані 388 км на північний захід від Бухареста, 13 км на південний захід від Залеу, 65 км на північний захід від Клуж-Напоки.

## Населення
За даними перепису населення 2002 року у комуні проживали 2838 осіб.
Національний склад населення комуни:
| Національність | Кількість осіб | Відсоток |
| -------------- | -------------- | -------- |
| румуни         | 2287           | 80,6%    |
| угорці         | 374            | 13,2%    |
| цигани         | 177            | 6,2%     |

Рідною мовою назвали:
| Мова      | Кількість осіб | Відсоток |
| --------- | -------------- | -------- |
| румунська | 2401           | 84,6%    |
| угорська  | 376            | 13,2%    |
| циганська | 61             | 2,1%     |

Склад населення комуни за віросповіданням:
| Релігія        | Кількість осіб | Відсоток |
| -------------- | -------------- | -------- |
| православні    | 1904           | 67,1%    |
| реформати      | 352            | 12,4%    |
| п'ятдесятники  | 286            | 10,1%    |
| греко-католики | 166            | 5,8%     |
| бретрени       | 60             | 2,1%     |
| баптисти       | 45             | 1,6%     |
| адвентисти     | 6              | 0,2%     |
| унітарії       | 3              | 0,1%     |
| римо-католики  | 2              | 0,1%     |
| не релігійні   | 2              | 0,1%     |